# George Eulas Foster
Pour les articles homonymes, voir George Foster (homonymie) et Foster.
George Eulas Foster (1847-1931) est un enseignant et un homme politique canadien qui est député du Nouveau-Brunswick et député et sénateur de l'Ontario.

## Biographie
George Eulas Foster est né le 3 septembre 1847 dans le Comté de Carleton dans l'ouest du Nouveau-Brunswick. Il suit des études à l'Université du Nouveau-Brunswick, où il obtient un baccalauréat en arts.
Sa carrière politique commence le 20 juin 1882 lorsqu'il est élu député fédéral conservateur de la circonscription de King's dont il est constamment réélu en 1885, 1887 et 1891.
Il est ensuite élu député de la circonscription de York en 1896, mais est battu en essayant de conquérir celle de la Cité de Saint-Jean en 1900. Il part alors en Ontario, mais est également battu en 1903 dans la circonscription de Ontario-Nord, mais gagne ensuite le siège de député de Toronto-Nord en 1904 et sera réélu en 1908, 1911 et 1917.
Foster est ensuite nommé sénateur le 22 septembre 1921 sur proposition de Arthur Meighen, fonction qu'il gardera jusqu'à sa mort, le 30 décembre 1931.